# Thijs Verbeurgt
Thijs Verbeurgt (Gent, 28 november 1983) is een Belgisch politicus voor Vooruit.

## Biografie
Verbeurgt behaalde in 2005 een diploma van master in de Oost-Europese talen en culturen aan de Universiteit Gent. Van 2008 tot 2009 was hij als studentenvertegenwoordiger lid van de raad van bestuur van deze universiteit. 
Van 2008 tot 2010 was hij werkzaam aan de Universiteit Gent, als onderwijsmedewerker op de faculteit geneeskunde (2008-2009), beleidsmedewerker internationale samenwerking (2009-2010) en projectmanager op de campus in Zuid-Korea (2010). Vervolgens was Verbeurgt korte tijd hotelreceptionist. In 2011 keerde hij terug naar de Universiteit Gent als studentenbegeleider op de faculteit wijsbegeerte en letteren, van 2012 tot 2013 was hij er projectmanager voor de Europese Unie en nadien tot 2015 adviseur internationalisering. In december 2015 ging hij dan als medewerker aan de slag op de studiedienst van  sp.a, zoals Vooruit tot 2021 heette. Hij was er adviseur op het vlak van onderwijs en van april tot november 2017 was hij directeur van de studiedienst. Van 2017 tot 2019 was Verbeurgt vervolgens coördinator van de sp.a-fractie in het Vlaams Parlement en van september 2019 tot december 2022 was hij fractiesecretaris van sp.a/Vooruit in het Vlaams Parlement.
In 2017 vestigde Verbeurgt zich in Mechelen en werd er in januari 2018 verkozen tot voorzitter van de plaatselijke sp.a-afdeling, een functie die hij bleef uitoefenen tot in november 2022. Sinds september 2019 is hij tevens gemeenteraadslid en voorzitter van de sp.a/Vooruit-fractie in de gemeenteraad van Mechelen. Na de gemeenteraadsverkiezingen van oktober 2024 werd Verbeurgt voorzitter van Woonland, de sociale huisvestingsmaatschappij van de stad Mechelen.
Bij de Vlaamse verkiezingen van mei 2019 stond hij als tweede opvolger op de socialistische lijst voor de kieskring Antwerpen. Vanaf december 2022 zetelde Verbeurgt in het Vlaams Parlement als opvolger van Caroline Gennez, die federaal minister werd in de regering-De Croo. Hij werd er lid van de commissie voor Economie, Werk, Sociale Economie, Wetenschap en Innovatie en legde zich toe op werk, innovatie, hoger onderwijs, economie, fiscaliteit, begroting en de bestrijding van radicalisering. Ook legde hij zich toe op de besteding van Vlaams overheidsgeld aan consultants en de lonen van huishoudhulpen.
Bij de Vlaamse verkiezingen van juni 2024 werd Verbeurgt eerste opvolger. Omdat de verkozen Caroline Gennez haar ambt van ontslagnemend federaal minister echter niet mocht combineren met de functie van Vlaams Parlementslid, kon hij begin juli 2024 alweer de eed afleggen als lid van deze assemblee. Nadat Gennez op 30 september 2024 minister werd in de Vlaamse regering, werd Verbeurgt op 2 oktober 2024 opnieuw beëdigd. Meteen hierna werd hij aangesteld tot fractieleider. Enkele weken later legde Verbeurgt evenwel zijn parlementair mandaat en zijn functie als fractieleider neer om als kabinetschef aan te slag te gaan op het kabinet van Vlaams viceminister-president Melissa Depraetere.